# Dubrovnik Airline
Dubrovnik Airline war eine kroatische Charterfluggesellschaft mit Sitz in Dubrovnik und Basis auf dem Flughafen Dubrovnik.

## Geschichte
Die Gesellschaft wurde am 15. Dezember 2004 durch die kroatische Schifffahrtsgesellschaft Atlantska Plovidba gegründet und nahm 2005 ihren Flugbetrieb auf. Am 23. Oktober 2011 meldete die Gesellschaft Insolvenz an, nachdem bereits im September der Flugbetrieb eingestellt worden war.

## Flotte
Mit Stand November 2011 bestand die Flotte der Dubrovnik Airline aus drei Flugzeugen  mit einem Durchschnittsalter von 27,1 Jahren:
- 1 Airbus A320-200 (betrieben durch Yes Airways)
- 1 McDonnell Douglas MD-82
- 1 McDonnell Douglas MD-83

Die Flugzeuge trugen eine auffällige Lackierung, die jeweils an den Seiten eine Luftaufnahme der namensgebenden Stadt Dubrovnik zeigten.